# Hichma
Hichma – gaun wikas samiti w zachodniej części Nepalu w strefie Seti w dystrykcie Achham. Według nepalskiego spisu powszechnego z 2011 roku liczył on 994 gospodarstwa domowe i 5355 mieszkańców (2856 kobiet i 2499 mężczyzn).